# 羽川英樹のトップスターベスト100
情報○生モリ！羽川英樹のトップスターベスト100（じょうほうなまもりはがわひできのトップスターベストひゃく）（「○生」は、○の中に「生」）は、1993年10月から1994年3月まで、ニッポン放送をキーステーションにNRN系列で全国放送されていたラジオワイド番組。一部地方局のタイムテーブルには「GO!GOゴージャス!魅惑るスタートップ100」と表記。

## 概要
プロ野球のナイターオフ期の半年限定番組で、19:10 - 19:30の「○生モリ!テレホン」はつぼ八一社提供による完全全国ネット。ただし、北海道地区では、「○生モリ!テレホン」はSTVラジオ、20:00 - 21:00の「ヒットコレクション」はHBCラジオがネットしていた。
同様の形態はTBSラジオ「荒川強啓 デイ・キャッチ!」関連で関西地区にあり、「サウンド・キャッチ」をABCラジオ、「ネットワークトゥデイ」を毎日放送がネット（但し後者は企画ネット）。
- 洋・邦楽を問わず毎日1人のスーパースターを2時間たっぷり特集し、ヒットソングやアルバム曲などを紹介。
- リスナーからの電話とお便りによるさまざまな爆笑エピソードを、関西芸人によって鍛えられた羽川が、得意のトークで紹介。
- ニュース・天気予報・交通情報を初めとする生活情報をふんだんに盛り込み、その日の夕刊をチェックする「夕刊!○生モリ!ウォッチング」（19:30 - 20:00）のコーナーもあり。

パーソナリティは羽川英樹。関西出身の元読売テレビアナウンサーで、大阪発全国ネット『2時のワイドショー』の司会者や『11PM』の風俗リポーターとして首都圏地区でも知名度はあった。
40歳を前にフリー宣言をし、この番組がラジオパーソナリティとしてのデビュー作。これに先立ち、ニッポン放送『高嶋ひでたけのお早よう!中年探偵団』で高嶋のピンチヒッターを務める。

## 放送期間
1993年10月 - 1994年3月

## 放送時間
月 - 金曜日 19:00 - 21:00

## タイムテーブル
- 19:00 トップスターNo.1
- 19:10 ○生モリ!テレホン
- 19:30 夕刊!○生モリ!ウォッチング
- 20:00 ヒットコレクション（前述の通り、北海道地区ではHBCラジオでネットしていた）

## 出演者
- パーソナリティ：羽川英樹(元読売テレビアナウンサー)
- アシスタント：森川さくら(フリーアナウンサー)
- 提供クレジット(録音)：仲佐かおり(当時ニッポン放送アナウンサー)

## 備考
- 羽川の地元である関西地区の場合、毎日放送は月 - 木曜の「○生モリ!テレホン」しかネットしなかった（金曜は自社番組内でCMのみネット。当該コーナーも「○生モリ!テレホン」のタイトルを拝借したため、いわゆる企画ネット）。KBS京都でも19:00 - 19:30のみの放送（こちらは金曜日も放送あり）にとどまっている。和歌山放送は19:10 - 20:00まで放送（こちらも金曜日放送あり）していた。
- この年はJリーグが始まった年でもあり、ニッポン放送ではJリーグの中継を多く組んでいたため、試合の行われることが多かった水曜日にはネット局向けの裏送りになるケースがしばしばあった（翌1994年度のナイターオフ期間中に放送された『上柳昌彦の花の係長 ヨッ!お疲れさん』でも同様だった）。

| ニッポン放送 シーズンオフ期（NRN全国ネット枠） | ニッポン放送 シーズンオフ期（NRN全国ネット枠）                          | ニッポン放送 シーズンオフ期（NRN全国ネット枠） |
| 前番組                                         | 番組名                                                                  | 次番組                                         |
| ---------------------------------------------- | ----------------------------------------------------------------------- | ---------------------------------------------- |
| 峰竜太のナンデモアルキメデス                   | 情報○生モリ! 羽川英樹のトップスターベスト100 （1993年10月 - 1994年3月） | 上柳昌彦の花の係長 ヨッ!お疲れさん             |